# 中里友香
中里 友香（なかざと ゆか）は、日本の小説家、推理作家。

## 経歴・人物
アメリカ合衆国・ロサンゼルスのアズサ・パシフィック大学（en）卒業（哲学専攻）。カリフォルニア州立大学ロングビーチ校修士課程（哲学専攻）中退。
2007年、幻想小説『黒十字サナトリウム』で第9回日本SF新人賞を受賞（黒葉雅人と同時受賞）。2008年9月、同作が徳間書店より刊行。受賞後、『黒十字サナトリウム』が刊行される前に徳間書店のSF雑誌『SF Japan』に短編「逆十字入門」が掲載されており、この短編も単行本『黒十字サナトリウム』に収録されている。2012年には、『カンパニュラの銀翼』で第2回アガサ・クリスティー賞を受賞している。

## 作品リスト

### 単行本
- 『黒十字サナトリウム』（徳間書店） 2008年9月　ISBN 978-4-19-862597-9 - 第9回日本SF新人賞受賞作

短編「逆十字入門」（『SF Japan』2008年春号）を併載
- 『黒猫ギムナジウム』（講談社BOX） 2011年12月　ISBN 978-4062837903
  - 講談社BOX『BOX-AiR』零号（2011年2月）- 3号（2011年5月）に連載
- 『カンパニュラの銀翼』（早川書房） 2012年10月　ISBN 978-4-15-209327-1
  - 文庫版（ハヤカワ文庫JA） 2015年9月　ISBN 978-4150312039
- 『コンチェルト・ダスト』（早川書房） 2013年9月　ISBN 978-4-15-209402-5
- 『みがかヌかがみ』（講談社） 2015年11月　ISBN 978-4-06-219783-0

### 短編
- 「貴方綴り」（『三田文学』第77号（2004年春季号））

第11回（2004年）三田文学新人賞最終候補作
- 「葉コボレ手腐レ死人花」（徳間書店、『SF Japan』2009年秋号）
- 「セイヤク」（光文社文庫、『異形コレクション Fの肖像 フランケンシュタインの幻想たち』に収載） 2010年9月
- 「日没までつきあって」（徳間書店、『SF Japan』2011年春号）
- 「風切り羽の安息」（早川書房、『ミステリマガジン』2012年12月号（No.682））
- 「人魚の肉」（早川書房、『ミステリマガジン』2012年12月号（No.682））、のちちくま文庫『リテラリーゴシック・イン・ジャパン: 文学的ゴシック作品選』に収載 2014年1月
- 「”極東での若き日々”」（集英社、『小説すばる』2014年4月号）

### 翻訳
- 「大鴉」（エドガー・アラン・ポー、鴻巣友季子編ほか、集英社文庫ヘリテージシリーズ、『E・A・ポー』） 2016
- 「告げ口心臓」（エドガー・アラン・ポー、鴻巣友季子編ほか、集英社文庫ヘリテージシリーズ、『E・A・ポー』） 2016